# 9. Unterseebootsflottille
La 9. Unterseebootsflottille o Unterseebootsflottille "Schwertfisch", (nona flottiglia sommergibili) della Kriegsmarine fu un'unità combattente formata interamente da U-Boot.
Il simbolo della 9. Unterseebootsflottille, der "lachende Schwertfisch" ("il pesce spada sorridente") divenne il simbolo dell'unità dopo che Lehmann-Willenbrock ne assunse il comando. In precedenza fu l'emblema posto sulla falsatorre (o vela) del suo U-96 e divenuto famoso nel dopoguerra anche grazie al film del 1981 U-Boot 96 (Das Boot).

## Storia operativa
La 9. Unterseebootsflottille venne costituita nell'ottobre del 1941 a Brest. Divenne operativa nell'aprile del 1942, dopo che il primo U-boot approntato per il combattimento, l'U-213, raggiunse la base di Brest il 20 marzo 1942. Nella flottiglia operarono per lo più vari sommergibili della classe U-Boot Tipo VII e concentrò i suoi sforzi principalmente nel Nord Atlantico, contro convogli da e per la Gran Bretagna. La flottiglia rimase a Brest fino a quando la base non venne minacciata dalle operazioni delle forze americane. L'ultimo U-Boot della flottiglia, l'U-256 lasciò quella base il 4 settembre del 1944 per Bergen, Norvegia segnando la fine della 9. Unterseebootsflottille. Tutti i sommergibili sopravvissuti furono riassegnati al 11. Unterseebootsflottille stanziati a Bergen.

## Comandanti della Flottiglia
| Periodo                      | Grado            | Comandante                   |
| ---------------------------- | ---------------- | ---------------------------- |
| Ottobre 1941 - Febbraio 1942 | Kapitänleutnant  | Jürgen Oesten                |
| Maggio 1942 - Settembre 1944 | Korvettenkapitän | Heinrich Lehmann-Willenbrock |

## U-Boot assegnati

### Type VIIC
| U-89  | U-90  | U-91  | U-92  | U-210 | U-211 | U-213 |
| U-214 | U-215 | U-216 | U-217 | U-218 | U-230 | U-232 |
| U-240 | U-244 | U-248 | U-254 | U-256 | U-273 | U-279 |
| U-282 | U-283 | U-284 | U-293 | U-296 | U-302 | U-309 |
| U-317 | U-347 | U-348 | U-365 | U-377 | U-383 | U-388 |
| U-389 | U-403 | U-407 | U-408 | U-409 | U-412 | U-421 |
| U-425 | U-438 | U-443 | U-447 | U-450 | U-473 | U-480 |
| U-482 | U-591 | U-595 | U-604 | U-605 | U-606 | U-621 |
| U-631 | U-633 | U-634 | U-638 | U-659 | U-660 | U-663 |
| U-664 | U-709 | U-715 | U-739 | U-744 | U-755 | U-759 |
| U-761 | U-762 | U-764 | U-771 | U-772 | U-951 | U-954 |
| U-955 | U-966 | U-979 | U-984 | U-989 |       |       |

### Type VIIC/41
| U-997 | U-1165 |